# Struna sprężająca
Struna sprężająca – cięgno wykonane ze stali wysokowęglowej (o wytrzymałości na zerwanie 1370–2160 MPa) lub materiału kompozytowego w postaci pojedynczego (rzadziej) drutu o małej (2–7 mm średnicy) lub ich splotu służące do sprężenia konstrukcji - konstrukcja sprężona, konstrukcja strunobetonowa. Struna sprężająca jest naciągana pomiędzy uchwytami na końcach formy, następnie forma jest wypełniana betonem, a po uzyskaniu przez beton wymaganej wytrzymałości następuje zwolnienie uchwytów i przekazanie siły naciągu na beton przez przyczepność. Naciąg struny przed ułożeniem mieszanki betonowej odróżnia ją od kabla sprężającego.